# Hada Margot
El hada Margot (en francés, Margot la fée) es, en las tradiciones de Bretaña y Mayenne, el nombre genérico de algunas hadas terrestres. Se las conoce, sobre todo, en la zona central de Bretaña, particularmente en las Costas de Armor. Las hadas Margot, que proceden, verosímilmente, del hada Morgana y, antes de ella, de uno de los aspectos de la Madre Tierra, son bastante poderosas. Pueden hacerse invisibles, transformarse y transformar a los demás. Con reputación de ser excelentes bailarinas, a menudo generosas y a veces crueles, disfrutan poniendo a prueba a los humanos entregándoles oro y objetos. Cuentan con el crédito de haber construido varios monumentos, y de poseer inmensos tesoros ocultos bajo tierra. Poseen animales; a menudo, ganados.
Muchos cuentos y leyendas hablan de las costumbres de estas hadas, que raptan niños humanos para reemplazarlos por los suyos, y se convierten en madrinas de bebés a los que bautizan y cubren de dones más o menos convenientes. Recompensan a los justos y castigan a los que hacen el mal, se muestran codiciosos y hacen gala de indiscreción para con ellas. A veces, son ladronas. Numerosos megalitos y rocas serían morada de estas hadas, o bien muebles o útiles suyos (mesa, huso, aposento, zueco, sillón, cuna...). Son objeto de cultos y credos, en particular los asociados a la gruta Margot (en Thorigné-en-Charnie, Mayenne). Estas creencias empujaron a muchas personas, hasta finales del siglo XIX, a ofrecerles sacrificios animales y buscar sus supuestos tesoros. 

## Terminología

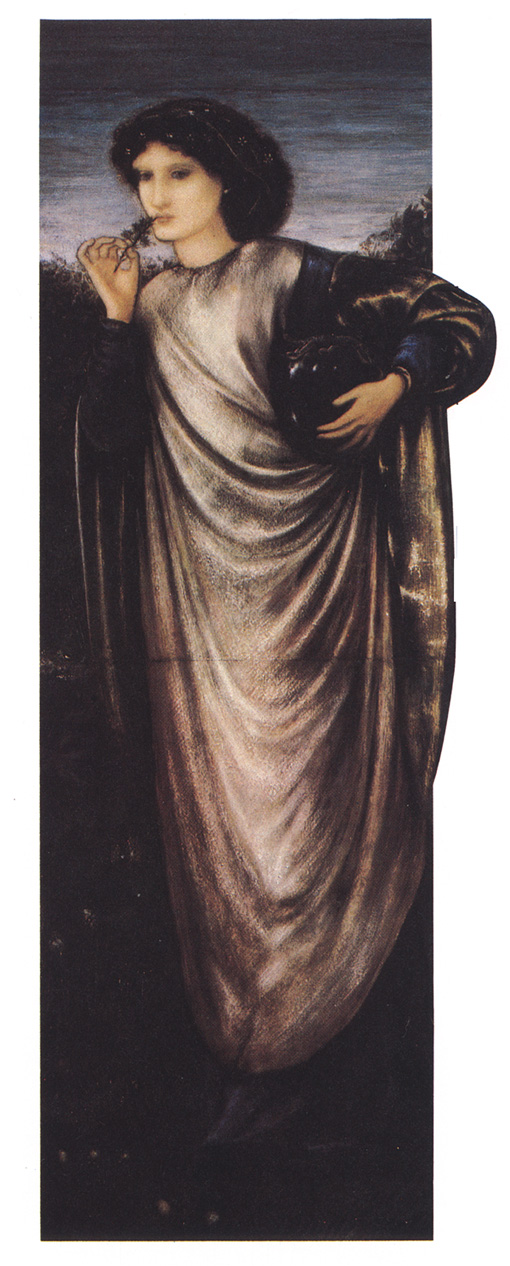
El hada Morgana está emparentada estrechamente con las Margot, tanto por su nombre como por sus poderes. Morgan el Fay, de Edward Burne-Jones (1862).

«Hada Margot» no es un nombre propio para designar a un hada en particular. Se trata, más bien, de un término genérico para designar a un conjunto de hadas, una «categoría» de criaturas que no siempre se diferencian de otras hadas, excepto por su uso del lenguaje. Este nombre proviene, verosímilmente, de una deformación del de Morgana, la célebre hada de las ciclo artúrico. De hecho, en un principio se las llamaba «Morgana», en la Baja Bretaña. Roger Sherman Loomes ve un parentesco entre las hadas de la Alta Bretaña y la «Morgain» de las novelas artúricas. En Le Mené, en los cantones de Collinée y de Moncontour, se las llama «hada Margot» o «comadre Margot», o bien «tía Margot». Este nombre de hada Margot se emplea en numerosas zonas de las Costas de Armor, principalmente en los distritos de Saint-Brieuc y de Loudéac. Se emplea tanto en singular como en plural («las hada Margot»; en francés, les Margot la fée). En Bécherel, se habla de «las hadas Morgant», nombre bastante parecido a Margot y a Morgana. La zona del centro de Bretaña es, según Paul-Yves Sébillot, el único lugar de Bretaña donde las hadas tienen un nombre en concreto.

## Características
Según Paul Sébillot, las Margot son muy similares a las hadas de las cuevas (en francés, fées des houles
) con las que comparten muchas características, y son casi tan numerosas como estas. No obstante, Françoise Morvan insiste en diferenciarlas. Él las compara también con las hadas terrestres de Lorena, las hadas de Berry y, sobre todo, con las Lamias vascas. Pueden encontrarse en diversos enclaves naturales, como cerros, grutas, landas y peñascos. Son hadas esencialmente terrestres, que viven a menudo en «rocas de las hadas» y piedras grandes. La de Cas Margot, cerca de Moncontour, habitaría una gruta en la que «los perros no han querido nunca entrar». Tendría un brazo de hierro y otro de acero. Pau Sébillot las describe como «personas hermosas», vestidas con ropas espléndidas, aunque algunas son feas, con arrugas, y llevan ropas viejas. Pierre Dubois las describe como hadas rústicas, floridas, orondas y joviales. Algunos relatos evocan sus partos (generalmente, de niñas), pero no se menciona nunca que haya hombres o machos en su entorno. Su hábitat es menos lujoso que el de las hadas de las grutas, que consiste en un auténtico mundo aparte. Habitualmente, se trata más bien de grandes madrigueras.

### Poderes y modo de vida
Mais surtout, à petits pas pressés, sautés, coulés, elles entraînaient leur invité dans la gavotte des autres mondes. 

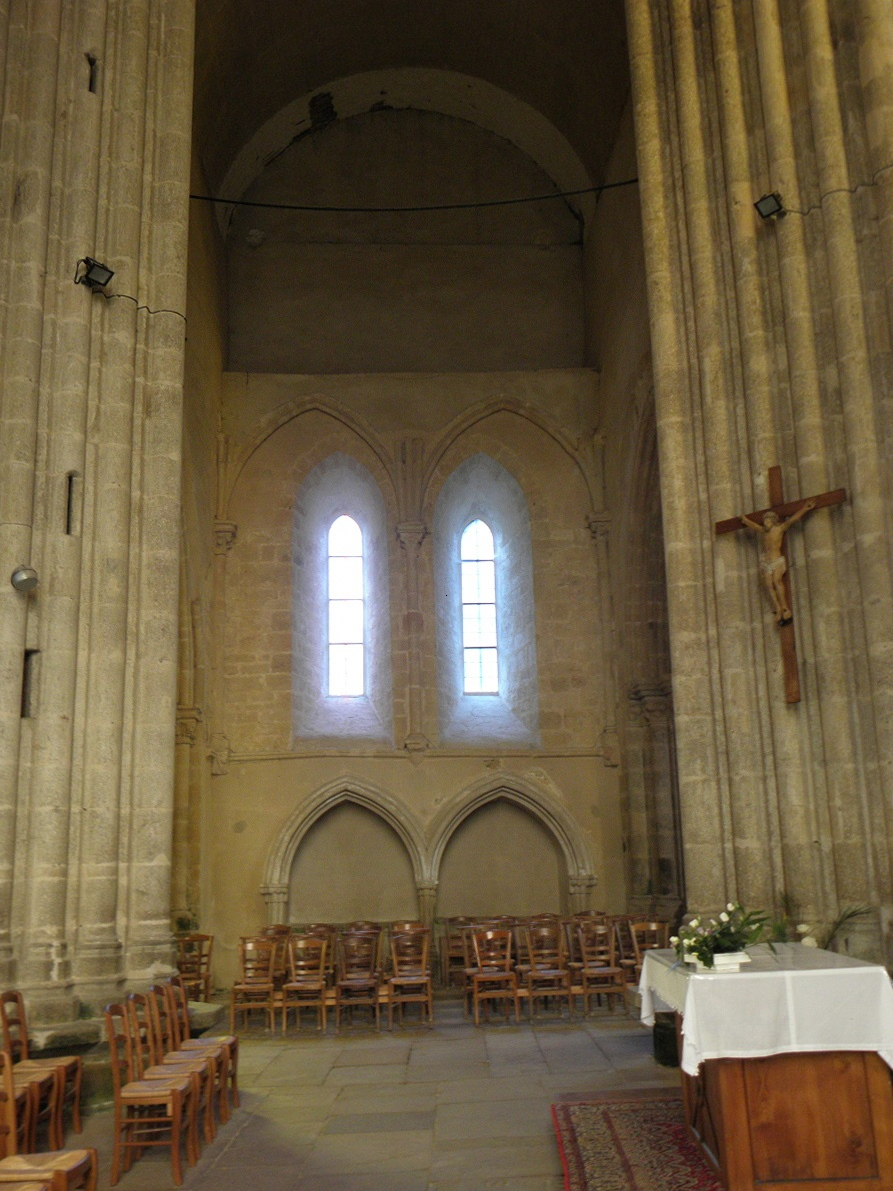
El coro de la colegiata de Nuestra Señora de Lamballe habría sido construido por las hada Margot.

(Pero, sobre todo, con pequeños pasos apresurados, brincados, fluidos, arrastran a su invitado a la gavota de otros mundos)
(Pierre Dubois en La Grande Encyclopédie des fées)

Aunque hadas relativamente poderosas, apodadas por Jean-Claude Carlo como «las grandes sacerdotisas de las landas», son vulnerables a las enfermedades. Las Margot tienen la reputación de hacerse invisibles cuando lo desean. A menudo, le piden al que les está hablando que mire hacia otro lugar, para desaparecer en cuanto vuelve la cabeza. Como muchas otras hadas, son bailarinas: Pierre Dubois insiste mucho en este aspecto, y en sus danzas a la luz de la luna, en el monte Croquelien, las crestas del Mené y las landas. Citando a Gwnc'hlan Le Scouëzec, ve en estas danzas de las hada Margot un medio para acceder a otro nivel de consciencia y de autopercepción. Las hadas de Guenroc bailarían por las noches junto a sus rocas. Poseen toda clase de animales, excepto cerdos y perros. Lo más corriente es que sean bueyes y vacas, a los que sacan de su morada subterránea por la mañana y los vuelven a meter por la noche.
Una leyenda de Lamballe las considera constructoras, puesto que habrían construido el coro de la colegiata de Nuestra Señora de Lamballe y el subterráneo sobre el que se encuentra, que lleva al «aposento de Margot», donde está la «rueca de Margot» y su tesoro, un cúmulo de monedas de seis francos custodiado por una criatura diabólica. Del mismo modo, las Margot habrían traído las piedras de Nuestra Señora de Esperanza y de la Torre de Cesson, en Saint-Brieuc, en su delantal, en tres viajes, lo que les permitió construir la iglesia en dos horas. Las piedras traídas en su tercer viaje habrían sido depositadas en Trébry, en el Monte Bel-air. El dolmen llamado «cofre del hada Margot», siempre en Lamballe, lo habría tirado una de estas hadas mientras llevaba sobre la cabeza piedras destonadas a construir un monumento. Al ver una urraca muerta, y darse cuenta de que todo muere, abandonó su construcción en curso.
Por otra parte, algunos relatos presentan a las hada Margot rezando en su propia iglesia. La mención de una Margot «superiora» en un cuento de hadas muestra una asimilación entre la sociedad de las Margot y la vida monacal. Es posible que estos añadidos a los relatos se hayan hecho deliberadamente para cristianizar a las hadas,  y traerlas al rango de antiguas pecadoras que han regresado al camino recto de la fe. Esto permite igualmente eliminar su vertiente sexualizada y pagana, para hacer de ellas madres y esposas vírgenes.

### Interacciones con los humanos
Las hada Margot se dejan ver a menudo por los humanos, y les gusta ponerlos a prueba, característica igualmente muy común en todas las hadas. Se muestran más bien benévolas, y no dudan en prestar pequeños servicios en las casas. Ejercen como hadas madrinas, prediciendo a los niños a los que han bautizado lo que iban a ser. Ofrecen generosamente comida encantada a quienes se la piden, y ha llegado a cuidar los rebaños de los humanos. Tienen por costumbre desplegar tesoros ante las narices de la gente y privarlos de ellos si se muestran demasiado codiciosos. No les gustan los indiscretos, y a menudo los hacen arrepentirse de su curiosidad, sobre todo embrujando a los que pasan demasiado cerca de su morada. Las historias de las hadas Margot que están haciendo su colada y le rompen el brazo a los que las ayudan a retorcerla muestra una asimilación entre estos personajes y las lavandeiras. Tienen fama de venir a las casas, a menudo bajando por la chimenea. A veces, hacen las labores de la casa sin pedir salario. Si, para recompensarlas, se les ofrece una comida, le cogen el gusto y vuelven todos los días a robarla si no se les ha ofrecido. A menudo son ladronas y, escondidas en la chimenea, espían a la gente mientras duerme para tomar  lo que les apetece. Las Margot son también ladronas de niños, que raptan a bebés humanos (y, a veces, incluso a adultos) para reemplazarlos por los suyos. Cuando no pueden reemplazarlos, los vuelven a depositar en los escalones de trabajadores textiles. A veces, necesitan la ayuda de los humanos para sus partos.

## Origen y análisis
No se conoce con precisión el origen de las Margot. En el terreno del esoterismo, parece que, como el hada Morgana, que es su avatar, puede representar uno de los aspectos de la diosa madre y, por lo tanto, de la naturaleza. Morgana y Margot comparten los sonidos «MRG», que remite a la Abuela en el lenguaje de los pájaros, la naturaleza en su aspecto curador. El parentesco con Morgana es más evidente, como atestiguan las múltiples ortografías en los manuscritos medievales (Morgain, Morgues, Mourgues...), así como los numerosos puntos en común en su papel y su función de hada madrina. También se las ha relacionado con diosas y hadas-ave que anuncian el destino (como Morrigan), a través de «la urraca Margot», aunque el origen posible de la diosa-ave pancéltica es controvertido.

## Cuentos y leyendas recabados

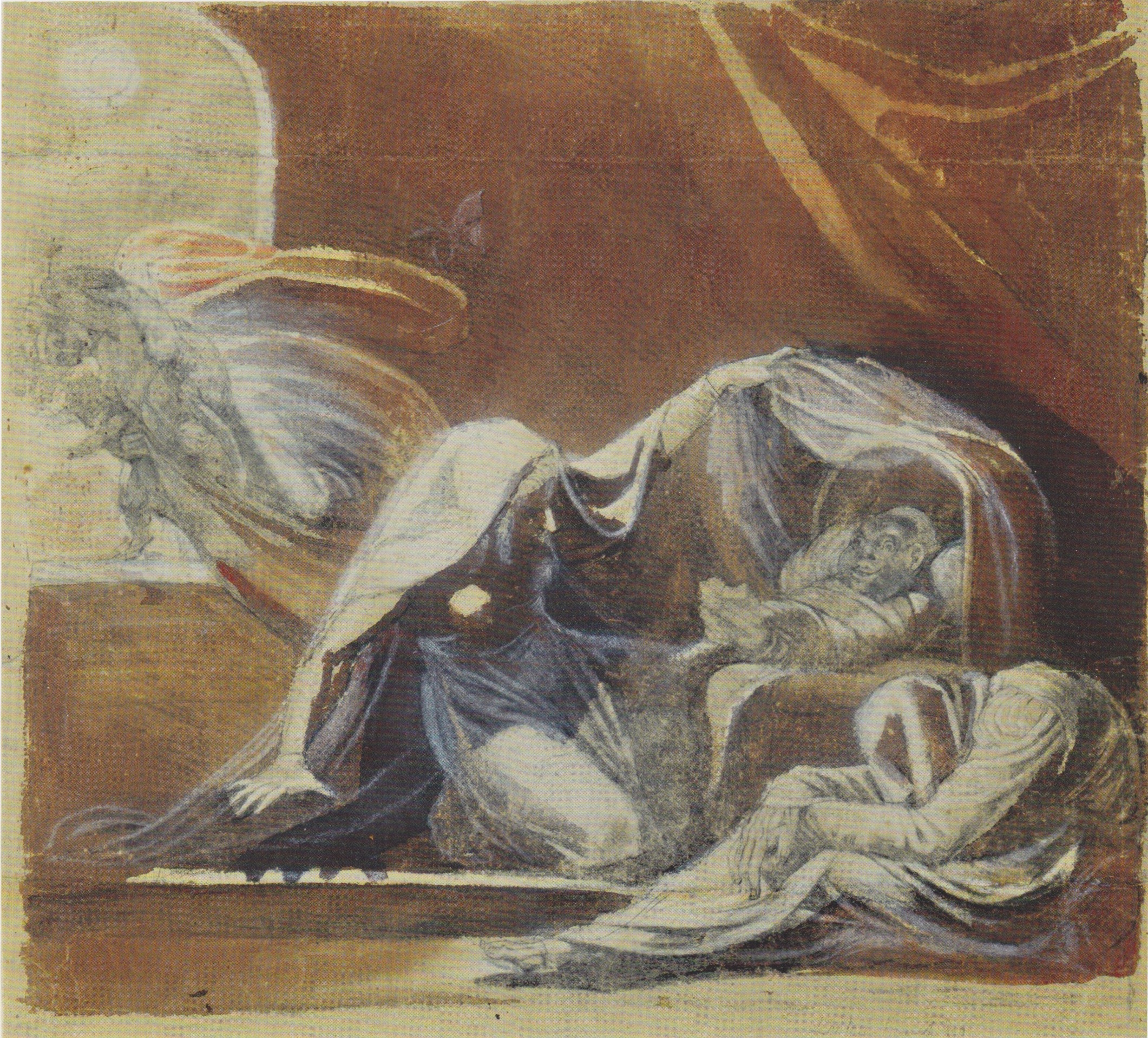
Johann Heinrich Füssli, The Changeling, 1780

Lo esencial de estos relatos proviene de las recopilaciones de Paul Sébillot. Estas historias le otorgan a las hada Margot el papal de madrinas, dispensadoras de oro y dones, ladronas o, incluso, de secuestradoras de niños, en cuyo lugar dejan un changeling. 

### Papel de madrina
Varios de los cuentos y fragmentos de leyendas recogidos por Sebillot detallan el papel de hada madrina de las Margot. En Collinée, un padre de una familia numerosa está buscando un padrino o madrina para su último hijo, cuando se cruza con un hada Margot que le propone asumir el papel. Viene con «un compañero» y toda suerte de regalos y y dones para la casa; pero, al ver al niño, desea que no cambie de tamaño hasta el momento en que les haga reír. Pasa el tiempo, y el niño, que ya tiene siete años, se ha quedado tan pequeño como el día en que nació. Atrapa a una rata en la casa y la convierte en su montura. El hada margot y su compañero lo ven desmontar para llevar a la rata a beber al río. Se ríen tanto que el conjuro se rompe, y el niño adquiere de repente el tamaño de todos los demás niños de siete años.
Las Margot manifiestan escasa estima hacia las personas que se olvidan de invitarlas al bautizo de un niño. Una mujer, madre de dos hijas, olvidó invitar a la superiora de las Margot al bautizo de su hija; para vengarse, el hada volvió el rostro de la niña negro como el carbón. Las hadas toman a esta niña a su servicio, y le ordenan hilar un hilo tan fino como sus cabellos. Un día, la  Virgen María viene en su auxilio e hila en su lugar. Las hadas le ordenan sacar agua con cántaros agujereados, la Virgen ayuda a la joven de nuevo taponando los agujeros de los cántaros para que cumpla con su tarea. Le pide que se limpie la cara con el agua que ha sacado. Tan pronto como lo hace, se vuelve blanco de nuevo. Para terminar, la joven va a un castillo, donde se encuentra un jardín con una serpiente. Es un príncipe encantado, con el que acaba casándose.

### Parto y rapto de niños
Un cuento recopilado por Sébillot en el Gouray dice que una matrona ayudó a una Margot a dar a luz. Olvida lavarse la mano y se toca un ojo. Desde ese momento, reconoce los disfraces de las hadas. Un día, ve al marido de la Margot robar grano y grita al ladrón. Él le pregunta con qué ojo lo está viendo, y se lo arranca de inmediato. Según otro cuento, una mujer confía a su vecina que teme que su hijo ha sido intercambiado por las Margot, porque es muy tragón y habla como un adulto. Ella le aconseja coger huevos, romperlos por el lado más pequeño y luego ponerles ramitas de madera y encenderles un buen fuego, junto al niño. Cuando el pequeño silfo ve hervir los huevos, exclama: «Aunque pronto tendré cien años, en mi vida había visto tantos guisaditos hirviendo». La mujer descubre que su hijo ha sido intercambiado, y exclama: «¡Brujillo malvado, te voy a matar! ¡Brujillo malvado, te voy a matar!» El hada del desván le grita que no le haga nada, y le promete devolverle a su verdadero hijo.

### Respecto a los dones y el oro

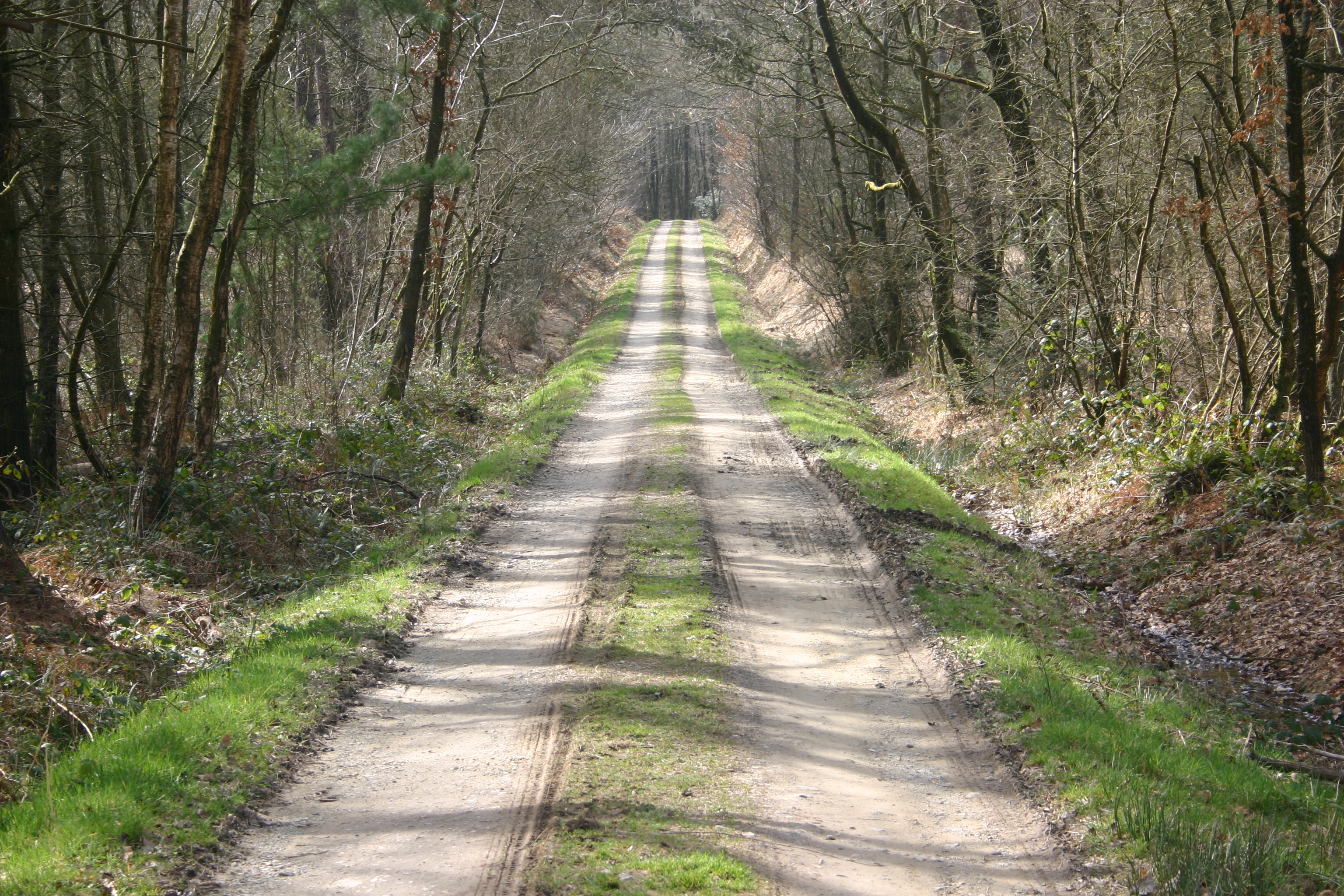
El bosque de Loudéac, en el que se narra un encuentro con un had Margot.

Un fragmento de una leyenda recopilada en Moncontour habla de una mujer de Frêne, desolada por no tener pan para darle a sus hijos. Le pide limosna a las hada Margot; una de ellas le regala un canto que no disminuye nunca. Pero un día, la mujer de Frêne olvida que el hada Margot le había prohibido compartir su pan; le da a una comadre del vecindario y, a partir de ese momento, el pan disminuye como un pan ordinario. En la fuente del bosque de Plessis, dos mujeres van a sacar agua, y se encuentran con un hada Margot, que les pide de beber. La primera se muestra muy maleducada, la segunda le da de beber al hada. Cuando ambas están de regreso y vacían sus cántaros, la que ha hablado mal encuentra el suyo lleno de malos bichos. El cántaro de la otra está lleno de monedas de oro. Se cree que el hada de la gruta Margot ofrecía oro a quienes le dieran una gallina negra.
Varios fragmentos de historias hablan también de las grandes riquezas de estas hadas y del modo en que castigan a los hombres demasiado codiciosos. Un hombre llamado Jean Rénier fue a buscar madera en el bosque de Loudéac. Al llegar a los Courtieux (Courtils) Margot, unos profundos pozos, vio a unas hadas tendiendo al sol unas hermosos mantos blancos llenos de plata. Jean Rénier se acercó a las Margot, que le preguntaron si quería plata. El respondió que «sí», a lo que las hadas le pidieron que eligiera entre llenarse el sombrero o el demé (celemín en el que caben entre veinticinco y treinta kilogramos). Él eligió el celemín; pero, como no lo llevaba consigo, las hadas lo invitaron a ir a buscarlo. Cuando regresó con su celemín, tanto las hadas como los mantos llenos de plata habían desaparecido. Otra historia muy similar cuenta que un hada estaba lavando la ropa con un edredón lleno de plata al lado. Pasó un hombre, y ella le preguntó si quería toda la plata que pudiera llevar él o la que piera llevar un caballo. Él dijo prefería la que pudiera llevar un caballo; pero, cuando fue a buscarlo, el hada desapareció.

### Travesuras de las Margots
Había cerca de Le Gouray una mujer que ponía su cena a calentarse en el hogar todas las noches; pero, mientras estaba ocupada hilando, las hadas bajaban por la chimenea y se la comían. Ella se quejó a su marido, que era jornalero y solo volvía para acostarse. Él le dijo que, una noche, lo dejara completamente solo en la casa. Se vistió de mujer y cogió una rueca, como una hilandera, pero no se puso a hilar. Cuando llegaron las hadas, se detuvieron, sorprendidas, y dijeron que no era la misma mujer de las otras noches. El hombre no respondió nada; cogió un garrote y golpeó a las hadas, que no volvieron nunca más desde ese día.
Una tarde, una Margot estaba lavando cerca de la casa de las hadas de Le Gouray. Una mujer le proponuso ayudarla a retorcer sus sábanas. El hada aceptó, pero le torció tanto los brazos que la dejó casi muerta. SI la mujer no le hubiera dicho nada, el hada no le hubiera hecho nada.

### Metamorfosis
Varios cuentos evocan metamorfosis periódicas de estas hadas en serpientes. Un hada Margot, cuya hija se transformaba en culebra durante cierto día del año, le ruegó a un campesino que fuera a la carretera y tapara con un barreño a la culebra que iba a encontrar en el lugar designado; él fue y se quedó hasta la noche sentado sobre el barreño; entonces se levantó y, en lugar de una culebra, encontró a una hermosa joven que lo recompensó magníficamente. El cuentista Pierre Dubois evoca este cuento al decir que las Margot adolescentes están obligadas a pasar un día del año bajo esta forma. Según Roger Sherman Loomis, este cuento constituye la prueba más evidente de un parentesco entre el hada Morgana y las hada Margot, porque una canción italiana del siglo XIV hace intervenir a Gawain en un combate contra una serpiente que se transforma en muchacha, y dice ser hija de la Fata Morgana. Otro cuento citado por Pierre Dubois habla de dos segadores que estaban almorzando, cuando una culebra pasó cerca de allí. El primero dijo que la mataría si se acercaba a él, al segundo le daba pena hacer daño a un inocente reptil. Caída la noche, el segundo segador se encontró con un hada Margot que le dio dos cinturones, uno para él y otro para su compañero, y le recomendó, sobre todo, que no se equivora. Él abrió su cinturón y descubrió que está lleno de oro. Al no encontrar al otro segador, ató el cinturón que le está destinado a un árbol, que se marchitó al instante.
También han llegado a transformar a quienes les faltan al respeto para castigarlos. En Gouray, se cree que un hombre fue a la «iglesia» de las Margot poco antes de media noche para insultarlas, comparándolas con mujeres de mala vida. El hada que celebraba la misa lo convirtió en cerdo.

### Relación con los animales
Finalmente, los cuentos se ciñen a las interacciones entre estas hadas y los animales, ya sean los suyos o los de los humanos. Las hadas de Cas Margot, cerca de Moncontour, cuidan a sus vacas en la landa de la Chapelle junto a los pastores, que no tienen derecho a hablarles. Según un cuento, las hada Margot cuentan con un pastor para cuidarles sus propios bueyes. Un día que «pasaron con daños» (pasaron causando destrozos), el amo del campo quiso golpearlos; pero su propio ganado murió repentinamente. Las hadas de Courtieux Margot tenían bueyes que no podían trabajar antes del amanecer ni después del atardecer. Un hombre los tomó prestados para hacer sus labores. Quiso continuar haciéndolos trabajar una vez puesto el sol, pero los bueyes murieron.
En Saint-Aaron, en el norte de Lamballe, una gruta de hadas cobijaba a una Margot y sus dos hijos. Ella se ocupaba de los animales de una granja vecina, los niños cuidaban a las vacas y les cambiaban la paja. La granjera vio un día a uno de sus cerdos, bien cebado a pesar de que no se alimentaba, comerse un cubilete. Se refugió en la gruta de las hadas cuando ella intentó atraparlo. La granjera se encontró una noche con los hijos del hada vestidos con andrajos junto al fuego. Al día siguiente les dejó mejores ropas sobre un tronco al día, pero desaparecieron y no volvieron jamás

## Localización, topónimos y creencias
En Bretaña, las hadas Margot están presentes, sobre todo, en las Costas de Armor, mediante numerosos cuentos y topónimos. Paul Sébillot ha recopilado casi todo lo que cuenta al respecto en las comunas de Le Gouray, Saint-Glen y Penguily. Una fuerte creencia hace de algunos megalitos, rocas y cavernas, moradas de hada Margot. En Pordic, hay un dolmen llamado Mesa Margot. Existen también el Huso de Margot en Plédran, el Zueco de Margot en Ploufragan, el Aposento del Hada Margot en Quessoy (una galería cubierta), la roca Margot cerca de Pontivy. La Roca Margot de Plaintel, cerca de la aldea de «Sur-le-Moulin», es un enorme bloque de granito. En las márgenes del río Lié, a tres kilómetros al noroeste de Plémet, un cúmulo de rocas pasa por ser morada del hada Margot. Una de ellas imita la forma de un sillón toscamente tallado: es el asiento del hada. Se sabe de una «silla de Margot» en la Lande de Gras, en Meslin: sigue siendo visible en nuestros días. En la Poterie, cerca de Lamballe, el temor a las hada Margot empujaba a la gente a evitar pasar cerca de sus piedras. Una galería cubierta ahora en ruinas habría cobijado a las hadas que venían a desplegar sus monedas de oro al sol. Se asegura que las piedras de la Brousse, en Saint-Cast-le-Guildon, eran hogares de hada Margot. Una piedra tallada en forma de cuna les habría servido para mecer a sus hijos. En Moncontour, la gruta conocida como «Cas Margot», situada al borde del río, está habitada también por estas hadas.
Aunque la mayoría de estos megalitos que toman el nombre de Margot se sitúan en las Costas de Armor, existen en otros lugares. Una piedra de 2,30 metros en la comuna de Pisy (Yonne) se llama Margot del bosque o «la roca de las hadas». En Montrond, en el Jura, la gruta de la Margot tiene reputación de estar habitada por una bruja. Existe un lugar llamado hada Margot en Avize, en la Marne. Por el contrario, las Rocas Margot que hay junto a la iglesia de Senones (Vosgos) están vinculadas a la leyenda de una bruja que tenía ese nombre.

### Las hadas Margot en Gouray
El emplazamiento del monte Croquelien, una landa salvaje y pedregosa en la comuna de Le Gouray, es bien conocida por cobijar a algunas de estas hadas. A esas rocas se les llama «Peñascos del hada Margot», sobre todo a un bloque de granito emplazado sobre una elevación y coronado con otra piedra más pequeña. Un grupo de rocas naturales en el bosquecillo del Limbé tiene una cavidad en forma de gruta alargada. Antiguamente se le llamaba «la Casa de las hada Margot». Estas grandes rocas de aproximadamente 1,50 metros están separadas unas de otras entre 5 y 6 metros, formando una especie de casa. A Sebillot se le cuenta que las hada Margot vivieron allí antaño. La creencia seguía siendo lo bastante fuerte en los años 1880 como para que los habitantes se negaran a pasar por allí tras la puesta de sol. Una huella de 50 centímetros en la roca evoca el pie de las Margot, los clavos de sus zapatos y su her (cuna). Hay dos lugares donde habrían hecho fuego, y grandes piedras en las que se habrían sentado para calentarse. Otra roca es su cama; una más pequeña, su almohada. Un poco más allá, separada del bosque por un arroyo, una piedra plana sería la tumba de la reina de estas hadas. Están, igualmente, el paraguas y el abrevadero de los bueyes de las Margot.

### Gruta Margot de Thorigné-en-Charnie

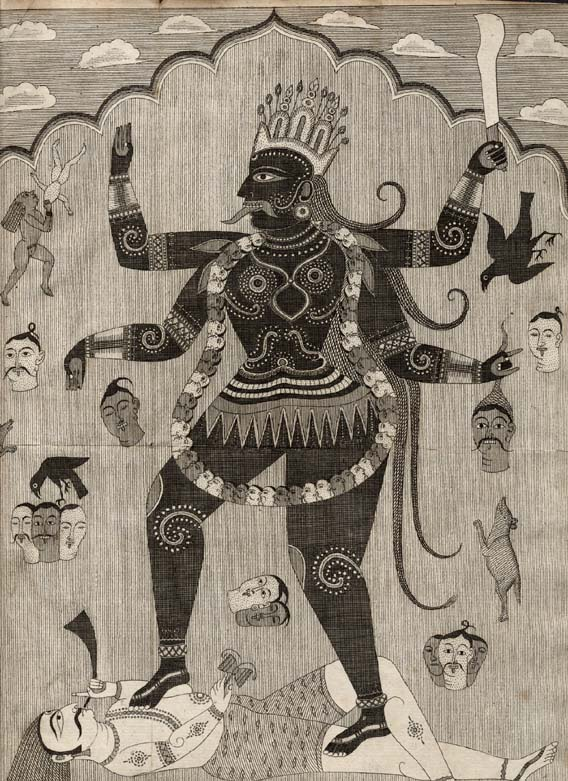
El culto que se le rinde al hada Margot en Mayenne presenta ciertas similitudes con el de la diosa hindú Kali.

En Thorigné-en-Charnie, en Mayenne, una cavidad muy visitada es conocida con el nombre de gruta Margot. Acogería a un hada soberana. Su leyenda local se mencioó  por primera vez en 1701, pero es, sin lugar a dudas, mucho más antigua. El hada o bruja Margot, que vivía en la gruta, habría pactado con el diablo. Él le prohibió entrar en su gruta durante una semana, prometiéndole un tesoro a su vuelta. Demasiado codiciosa, el hada regresó a su morada antes de tiempo y desapareció para siempre. Un estudio relaciona esta leyenda de Mayenne con las Margor bretonas. Se le ha rendido un culto a esta hada en todo el valle local hasta mediados del siglo XIX, mediante el sacrificio de animales negros. En los siglos XVII y XVIII, muchas personas le traían como ofrenda cabras, corderos y gallinas negros, mientras un adivino dispensaba sus oráculos. Se supone que este sacrificio trae fortuna, algunas fuentes aseguran que la gente ha encontrado dinero realmente después de un ofrenda al hada Margot.
Parece que el culto a esta hada estaba estrechamente relacionado con el del santo local Cénéré de Saulges, evangelizador del Maine que, según una leyenda aportada por Albert Grosse Dupéron, habría, de alguna manera, "abonado" a Margot, antigua diosa, cuyo culto fue desde entonces diabolizado, y llevado al rango de "supertición del pueblo grosero y estúpido" por los sacerdotes católicos y la clase superior educada. Este culto presenta algunas similitudes con las prácticas de veneración en Marruecos (ofrenta de cabras o gallinas negras a Aïcha/Marjana=Morgana) y en la India (ofrenda de cabras o de gallinas negras a la diosa Kali), ambas representantes del lado oscuro de una entidad, por otra parte, benévola. El hada Margor, poder del interior de la Tierra, representa muy probablemente un aspecto femenino complementerio al del fálico y solar Cénéré de Saulges. La proximidad de las fiestas de Santa Margarita (20 de julio) y Saint Cénéré (21 de julio) invita a una investigación más profunda sobre su complementariedad. 

### Tesoros de las Margot
La tradición quiere que los tesoros de las hada Margot estén escondidos bajo rocas, megalitos y edificios religiosos. En Pordic habría tres barricas de oro escondidas bajo el dolmen de la Mesa Margot. Una crónica cuenta que, en los años 1840, siguiendo el consejo de una gitana, los habitantes intentaron levantar la piedra, bajo la cual imaginaban que estaba escondido este tesoro. Pero las instrucciones de la cíngara no se siguieron exactamente, así que la piedra volvía a caerse una y otra vez, lo que les obligó a renunciar a la empresa. Del mismo modo, tres rocas del monte Croquelien protegerían la fortuna de unas hadas, pero todo saqueador sería convertido en estatua. En cuanto al tesoro que reposaría bajo la colegiata de Nuestra Señora de Lamballe, un procesión estaría intentando apoderarse de él cuando un enjambre de insectos provocó que se apagaran los cirios y el pánico de los religiosos, que luego cegarían el acceso. Se supone que el pozo de las Margot en Saint-Cast-le-Guildo, cubierto con una losa que suena a hueco cuando se golpea en ella, contiene un tesoro.